# Jonathan Jeremiah
Pour les articles homonymes, voir Jeremiah.
Jonathan Jeremiah est un auteur-compositeur-interprète anglais.

## Biographie
Jonathan Jeremiah apprend la guitare dès l'âge de cinq ans. Après des études de design à l'université de Leicester, il décide de se consacrer à l'écriture et de travailler comme agent de sécurité de nuit au Wembley Arena afin de payer ses sessions d'enregistrement. Sept ans plus tard, il signe chez Island Records et sort son 1er album A Solitary Man,,. Le 9 septembre 2022 parait son 5ème album : Horsepower For The Streets.

## Discographie
- 2011 : A Solitary Man[4]
- 2012 : Gold Dust
- 2015 : Oh desire
- 2018 : Good Day
- 2022 : Horsepower For The Streets